# Argyrodes kualensis
Argyrodes kualensis är en spindelart som beskrevs av Henry Roughton Hogg 1927. Argyrodes kualensis ingår i släktet Argyrodes och familjen klotspindlar. Inga underarter finns listade i Catalogue of Life.